# Cratere Dix
Dix  è un cratere sulla superficie di Venere. Deve il suo nome all'attivista statunitense Dorothea Dix.